# Sudamericano Juvenil A de Rugby 2009
El Sudamericano Juvenil A de Rugby del 2009 se celebró en San Miguel de Tucumán, al norte de Argentina y participaron la selección local, Chile, Paraguay y Uruguay como en la edición anterior y Brasil que debutó en torneos de menores (M19) de la división A. El torneo avalado por la Confederación Sudamericana de Rugby se desarrolló en dos escenarios, el estadio de Los Tarcos Rugby Club y el de Tucumán Lawn Tennis Club.
En la primera fase se enfrentaron uruguayos y paraguayos y el mismo día chilenos y brasileros para clasificar al triangular final de la edición del 2010. Tres días más tarde se veían las caras los perdedores de la primera jornada, por el 4º puesto, y luego los vencedores, Uruguay y Chile. Estos últimos equipos debieron enfrentarse cada uno al equipo argentino para completar el triangular por el título, que fue una vez más para los Pumitas.

## Equipos participantes
- Selección juvenil de rugby de Argentina (Pumas M19)
- Selección juvenil de rugby de Brasil
- Selección juvenil de rugby de Chile (Cóndores M19)
- Selección juvenil de rugby de Paraguay (Yacarés M19)
- Selección juvenil de rugby de Uruguay (Teros M19)

## Primera Fase

### Resultados

#### Primera Fecha
| 17 de setiembre 19:00 | Uruguay | 34 - 7  | Paraguay | Lawn Tennis, Tucumán, Argentina |                     |
|                       |         | Reporte |          | Árbitro(s): Tissera             | Árbitro(s): Tissera |

| 17 de setiembre 21:00 | Chile | 9 - 0   | Brasil | La Caldera del Parque, Tucumán, Argentina |               |
|                       |       | Reporte |        | Árbitro(s): ?                             | Árbitro(s): ? |

#### Segunda Fecha
| 20 de setiembre 12:00 | Paraguay | 14 - 18 | Brasil | Los Tarcos, Tucumán, Argentina |  |
|                       |          |         |        | Árbitro(s): Martorell          |  |

| 20 de setiembre 14:00 | Uruguay | 20 - 12 | Chile | Los Tarcos, Tucumán, Argentina |  |
|                       |         |         |       | Árbitro(s): Auad               |  |

## Segunda Fase

### Posiciones
| Pos. | Equipo    | Encuentros | Encuentros | Encuentros | Encuentros | Tantos  | Tantos    | Tantos     | Puntos |
| Pos. | Equipo    | jugados    | ganados    | empatados  | perdidos   | a favor | en contra | diferencia | Puntos |
| ---- | --------- | ---------- | ---------- | ---------- | ---------- | ------- | --------- | ---------- | ------ |
| 1    | Argentina | 2          | 2          | 0          | 0          | 87      | 0         | + 87       | 6      |
| 2    | Uruguay   | 2          | 1          | 0          | 1          | 20      | 66        | - 46       | 3      |
| 3    | Chile     | 2          | 0          | 0          | 2          | 12      | 53        | - 41       | 0      |

Nota: Se otorgan 3 puntos al equipo que gane un partido, 1 al que empate y 0 al que pierda

### Resultados[4][5]

#### Primera Fecha
| 23 de setiembre 17:00 | Argentina | 54 - 0  | Uruguay | Los Tarcos, Tucumán, Argentina |                          |
|                       |           | Reporte |         | Árbitro(s): Edgar Stumps       | Árbitro(s): Edgar Stumps |

#### Segunda Fecha
| 26 de setiembre 20:30 | Argentina | 33 - 0  | Chile | Lawn Tennis, Tucumán, Argentina |                            |
|                       |           | Reporte |       | Árbitro(s): Joaquín Montes      | Árbitro(s): Joaquín Montes |

| Bandera de Argentina   |
| Campeón Argentina      |
| Vigésimo tercer título |